# Insektshotell

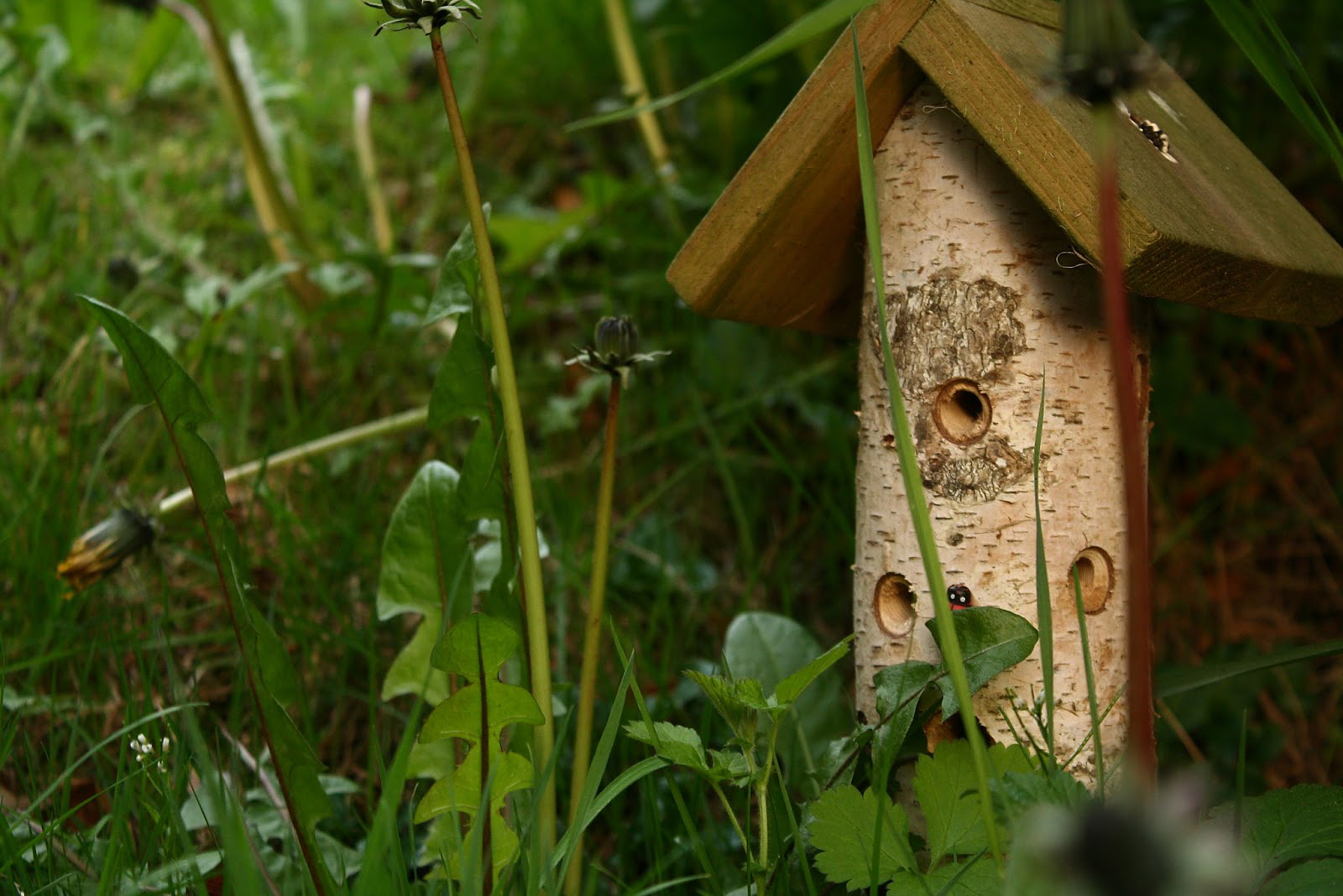
Ett insektshotell för nyckelpigor.

Insektshotell, även kallat bihotell, är en av människan byggd konstruktion där insekter ska kunna bo och övervintra. Ett insektshotell kan därför liknas vid en fågelholk för insekter.
Insektshotell populariserades först i Tyskland, som länge haft problem med krympande habitat för insekter.

## Konstruktion
Insektshotell finns i många olika varianter och designas ofta för att möta en eller flera insektsarters specifika behov. Till exempel trivs vissa arter i fuktiga miljöer och andra där det är soligt och torrt.
Ett enkelt insektshotell kan bestå av ett obehandlat trästycke med flera hål borrade, 3–13 millimeter i diameter och några centimeter till en knapp decimeter djupa. En annan vanlig konstruktion är ett knippe bambu- eller vassrör, väderskyddade av ett litet tak.

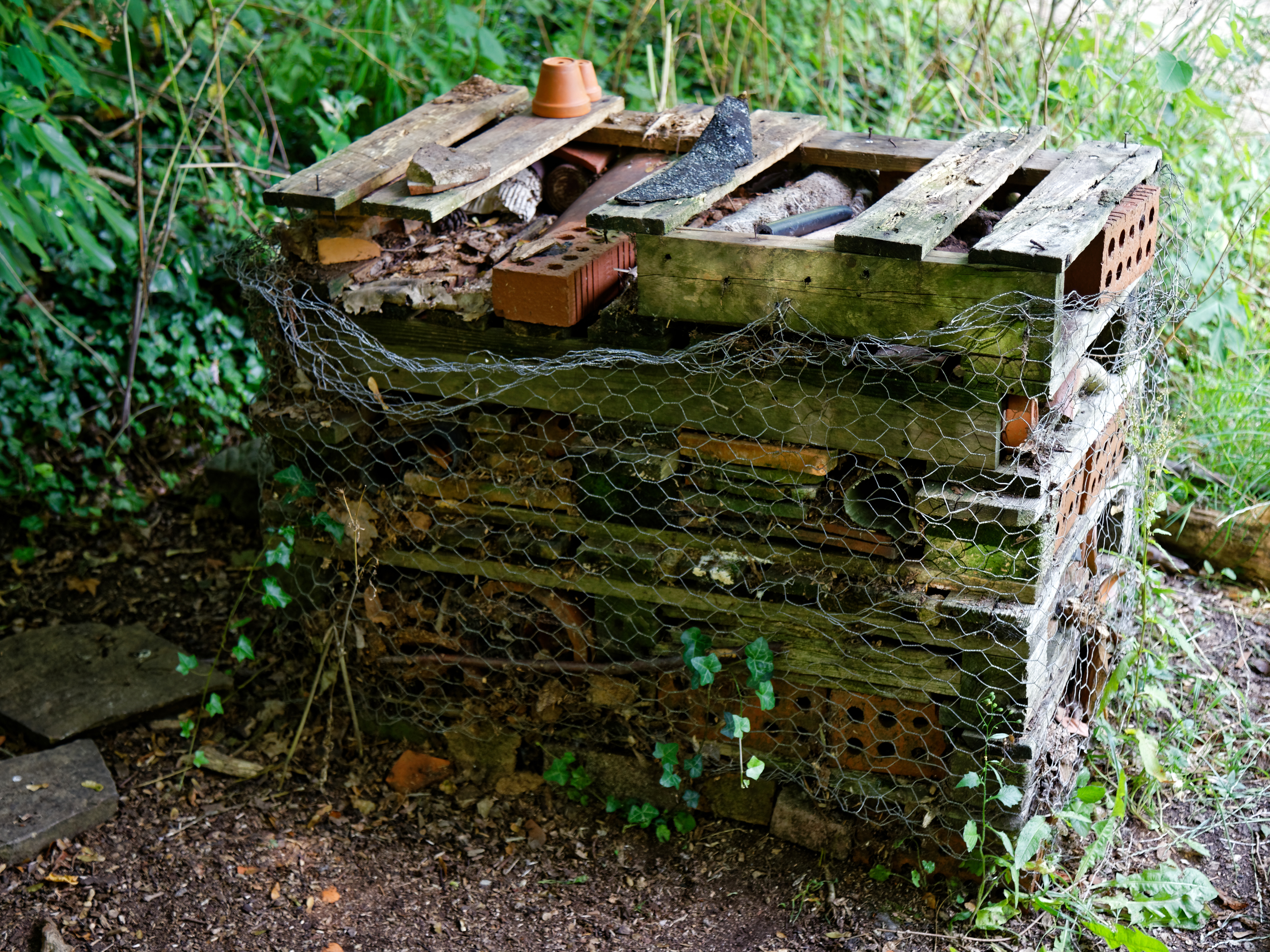
Ett insektshotell för skalbaggar.
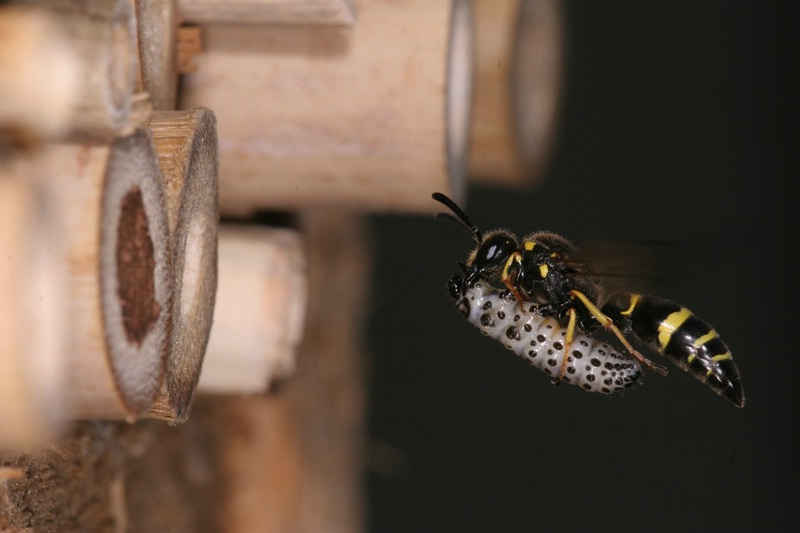
Ett insektshotell av bambu.
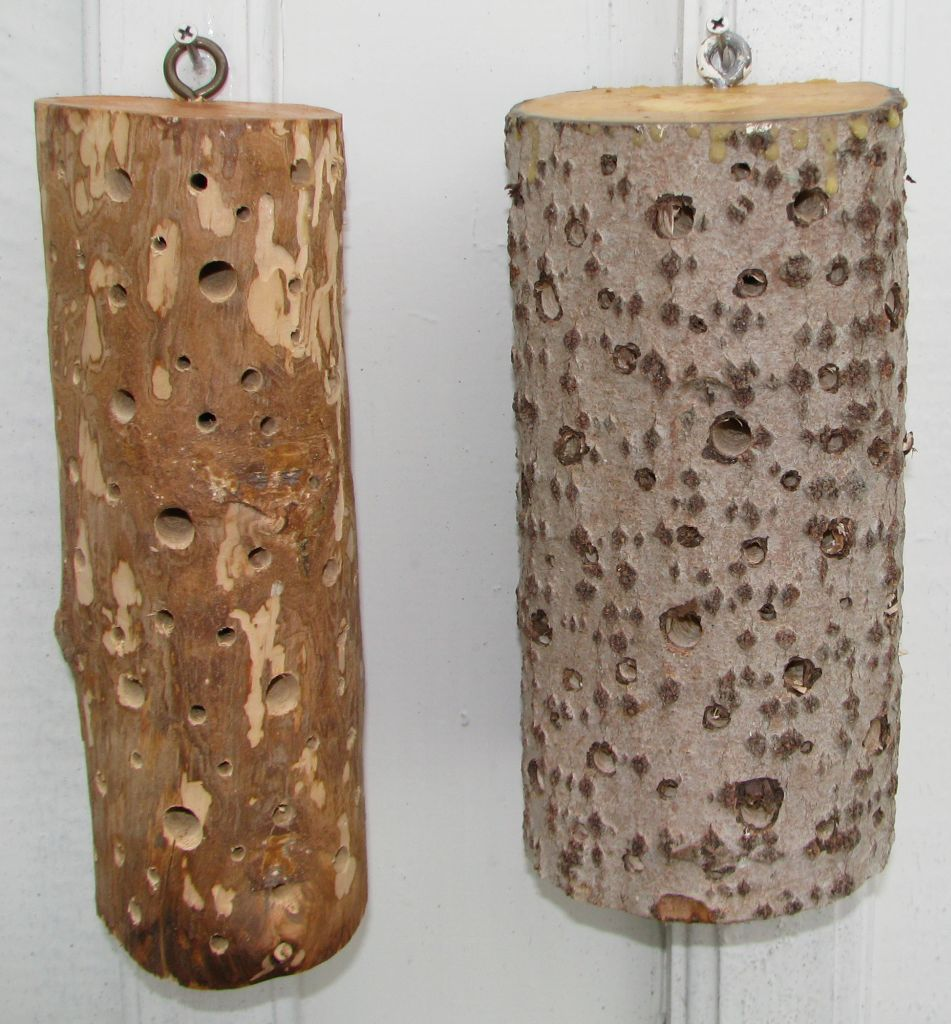
Ett insektshotell av trä.
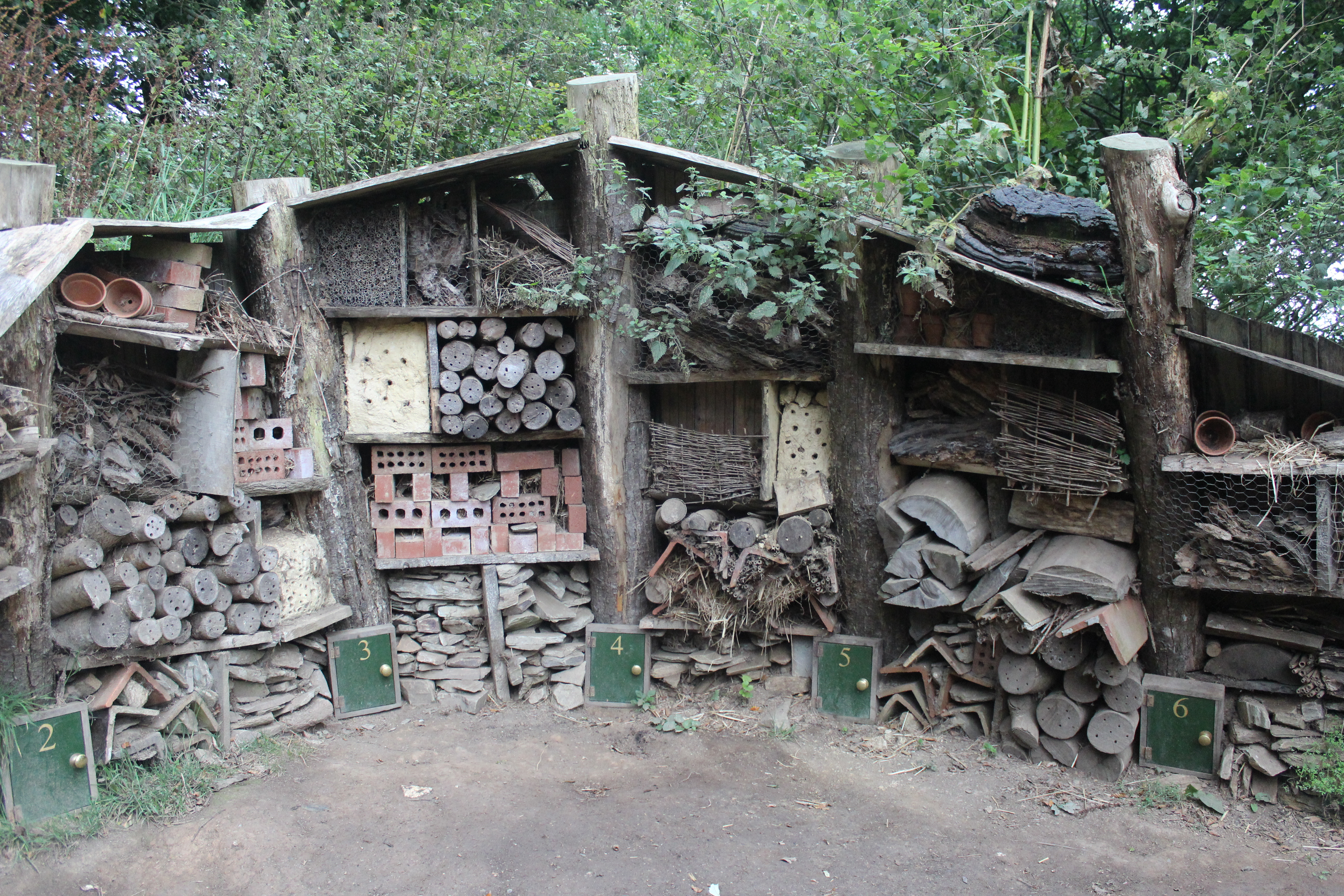
Många insektstugor här (Heligan, England)
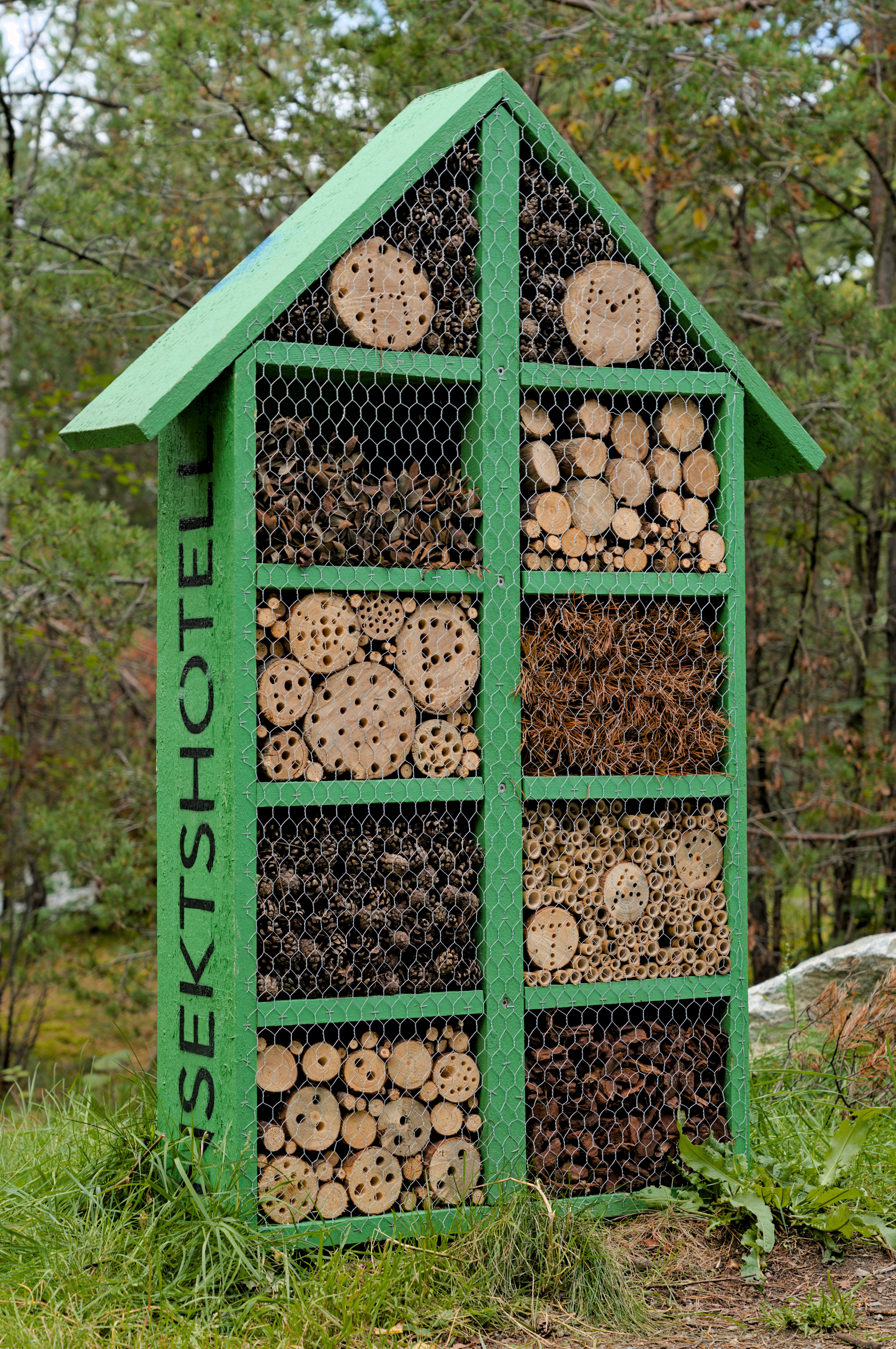
Insekthotell i Årstabergsparken i Stockholm